# Hán hóa
Hán hóa (chữ Anh: Sinicization hoặc sinofication, sinification, sinonization; tiếp đầu ngữ sino-, nghĩa là “thuộc về Trung Quốc”), hoặc gọi Trung Quốc hoá, là quá trình mà trong đó các xã hội hoặc cộng đồng không thuộc người Hoa (người Trung Quốc) dần dần tiếp nhận, thích nghi hoặc bị đồng hoá vào nền văn hoá Trung Hoa—đặc biệt là về phương diện ngôn ngữ, chuẩn mực xã hội, tập quán văn hoá và căn tính dân tộc của người Hán, vốn là nhóm sắc tộc chiếm đa số ở Trung Quốc.
Do dân tộc chủ thể của Trung Quốc là người Hán, nên văn hoá Trung Hoa hay văn hoá Trung Quốc thường được đồng nhất với văn hoá người Hán. Vì nguyên do đó, "Hán hoá" thường được dùng như một cách gọi khác của "Trung Quốc hoá", đặc biệt trong bối cảnh văn hoá.
Phạm vi ảnh hưởng của quá trình Hán hoá rất rộng, bao gồm các lĩnh vực như: ẩm thực, chữ viết, công nghiệp, giáo dục, ngôn ngữ và từ vựng, pháp luật, phong cách kiến trúc, chính trị, triết học, tôn giáo, khoa học và công nghệ, hệ giá trị quan, cũng như hình thái sinh hoạt. Có thể nói, "thấm lâu hoá quen", Hán hoá không chỉ là sự lan toả văn hoá mà còn là quá trình định hình căn tính và hành vi xã hội một cách sâu sắc.
Thuật ngữ “Hán hoá” cũng thường được dùng để chỉ những chính sách hay tiến trình biến dung văn hoá hoặc đồng hoá văn hoá có nguồn gốc từ Trung Quốc đối với các xã hội láng giềng ở Đông Á, hoặc đối với các dân tộc thiểu số sinh sống trong lãnh thổ Trung Quốc. Bằng chứng rõ rệt của tiến trình này có thể thấy trong lịch sử của các quốc gia như Triều Tiên, Nhật Bản và Việt Nam, đặc biệt qua việc tiếp nhận hệ thống chữ viết Hán – một trong những yếu tố then chốt tạo nên sự gắn kết trong Vùng văn hoá chữ Hán và là phương tiện chủ lực để truyền bá văn hoá Trung Hoa sang các nước châu Á khác.
Khi xét trong nội bộ Trung Quốc, khái niệm “Trung Quốc hoá” lại thường dùng để miêu tả sự bản địa hoá của các yếu tố có nguồn gốc ngoại lai—bao gồm tư tưởng, tôn giáo, chế độ, quan niệm và các thực hành văn hoá khác—khi chúng được du nhập vào Trung Quốc, chịu sự ảnh hưởng của Trung Quốc, dần biến đổi theo hướng bản địa hoá. Ví dụ điển hình là các cụm từ như: “Trung Quốc hoá Phật giáo”, “Trung Quốc hoá Cơ Đốc giáo”, “Trung Quốc hoá Chủ nghĩa Mác” (en), hay “Trung Quốc hoá Tâm lí học”. Những thuật ngữ đó phản ánh một quá trình "nhập gia tuỳ tục", trong đó các yếu tố ngoại lai được chỉnh sửa, thích nghi để phù hợp với bối cảnh Trung Quốc, cả về ngôn ngữ lẫn tư tưởng.
Từ sau năm 1949, khi nước Cộng hoà Nhân dân Trung Hoa được thành lập và trở thành đại diện chính trị chính thức của Trung Quốc trên trường quốc tế, khái niệm “Trung Quốc hoá” trong nhiều trường hợp còn mang hàm ý chính trị, và thường được hiểu đồng nghĩa với “Cộng hoà Nhân dân Trung Hoa hoá” (PRC-ization). Cách hiểu này đặc biệt rõ rệt trong các thảo luận về chính sách văn hoá, dân tộc, tôn giáo hoặc tư tưởng dưới sự lãnh đạo của chính quyền Trung Quốc hiện đại.
Trong thời hiện đại, thuật ngữ “Hán hoá” đôi khi được sử dụng theo nghĩa hẹp hơn, để chỉ những chính sách cụ thể của chính phủ Trung Quốc đối với các dân tộc thiểu số, cũng như các nỗ lực nhằm thúc đẩy cái gọi là “đại đoàn kết dân tộc Trung Hoa”. Những chính sách này thường gây tranh cãi vì bị cho là nhằm xoá nhoà bản sắc riêng biệt của các nhóm dân cư không thuộc người Hán.

## Lịch sử Hán hoá
Trong dòng chảy lịch sử, quá trình “Hán hoá” (hay Trung Quốc hoá) đã diễn ra xuyên suốt các triều đại, thể hiện sự tiếp biến và đồng hoá sâu rộng giữa người Hán với các dân tộc khác trong và ngoài biên cương Trung Quốc.
- Thời đại Đông Chu (Xuân Thu – Chiến Quốc), các dân tộc như Man, Nhung, Di, Địch bắt đầu sống tạp cư cùng các bộ tộc thuộc tộc Hạ, và từng bước hoà nhập, tạo nên sự pha trộn dân tộc và văn hoá.
- Thời đại Tây Hán, nước Mân Việt bị Hán Vũ Đế tiêu diệt. Khoảng một triệu người Mân Việt bị cưỡng chế di dời đến các khu vực của người Hán. Số người Mân Việt còn lại ở Phúc Kiến cũng bị đồng hoá do sự di cư và định cư quy mô lớn của người Hán về phía Nam.
- Từ thời Nguỵ – Tấn – Nam – Bắc triều đến Ngũ đại Thập quốc, các dân tộc phương Bắc như Hung Nô, Tiên Ti, Yết, Đê, Khương cổ, lần lượt tiến vào Trung Nguyên. Trong số đó, ảnh hưởng sâu rộng nhất là bộ tộc Thác Bạt – một trong những bộ tộc thuộc dân tộc Tiên Ti cổ đại ở Trung Quốc, thuộc nhóm Tiên Ti miền Trung, bộ tộc này lấy họ Thác Bạt làm dòng họ trung tâm – dưới triều đại Hiếu Văn Đế, đã dời đô  từ Bình Thành về Lạc Dương, mở đầu chính sách Hán hoá quy mô lớn. Trong thời kì Ngũ đại Thập quốc, các triều đại Hậu Đường, Hậu Hán và Hậu Tấn đều do bộ lạc Sa Đà—một phân nhánh của bộ tộc Göktürk (en) thuộc nhóm sắc tộc Türk—thiết lập. Các triều đại Sa Đà này tiếp thu hệ thống quan chế của vương triều người Hán, sử dụng người Hán làm quan lại, đồng thời thông hôn với người Hán. Chỉ trong vòng chưa đến nửa thế kỉ, họ đã dung hợp hoàn toàn với người Hán, đó là một loại chính sách Hán hoá (zh) điển hình còn tồn tại đến nay.
- Kể từ triều đại Bắc Nguỵ, nhiều học giả, bắt đầu với Karl August Wittfogel (en), đã xem lịch sử nhà Bắc Nguỵ như một điển hình cho quá trình Hán hoá của các sắc tộc “Hồ” (tức các bộ tộc du mục phía Bắc). Việc dời đô về Lạc Dương được coi là biểu tượng của quá trình này. Tuy nhiên, học giả Hàn Quốc là Park Han-je từ Đại học Quốc gia Seoul lại đề xuất một khái niệm khác gọi là “thể chế Hồ – Hán”, cho rằng văn hoá Hồ và Hán không đơn thuần đồng hoá, mà hoà quyện theo kiểu “khảm đá mosaic”, hình thành nên một nền văn hoá mới, không hoàn toàn là Hồ, cũng chẳng hoàn toàn là Hán.
- Thời đại Tống, Liêu, Kim, Nguyên, nhiều sắc tộc như Khất Đan, Nữ Chân, Tangut, Mông Cổ, Uyghur, người Do Thái, người Hồi, v.v., tiếp tục đổ về Trung Nguyên. Vào thời Nguyên, người Khất Đan hoàn toàn biến mất khỏi lịch sử; còn người Nữ Chân di cư xuống phía Nam sống trộn lẫn với người Hán, thông hôn, đổi sang họ người Hán, tiếp thu Nho học và nhanh chóng Hán hoá. Hốt Tất Liệt cũng tiến hành cải cách bộ máy chính trị, tích cực đưa văn hoá Hán vào quản trị quốc gia. Vào cuối triều Nguyên, các dân tộc như Nữ Chân hay Tangut di cư về phía Nam đã hoàn toàn dung hợp với người Hán.
- Sang thời nhà Minh, Chu Nguyên Chương – người khôi phục chính quyền người Hán – đã ra lệnh cấm mặc trang phục Hồ, dùng họ Hồ và nói tiếng Hồ. Các sắc tộc không phải là người Hán đang sống ở Trung Nguyên, để tránh bị kì thị, đã dần đổi sang dùng họ người Hán, và từ đó bị Hán hoá ngày càng sâu sắc.
- Thời nhà Thanh, sắc tộc Mãn Châu nắm quyền thống trị chính trị và quân sự trên toàn Trung Quốc. Để duy trì quyền cai trị, họ đã không ngần ngại tiếp thu văn hoá Hán một cách nhanh chóng, từ ngôn ngữ đến các chuẩn mực văn hoá. Đến nay, số người Mãn còn có thể sử dụng thành thạo tiếng Mãn Châu được ước tính dưới 100 người, thậm chí, theo một số tài liệu, chỉ từ 20 đến 70 người – điều này phản ánh mức độ Hán hoá triệt để trong cộng đồng này.

## Quá trình Hán hoá ở các khu vực

### Cộng hoà Nhân dân Trung Hoa
Sau khi giành được chính quyền, Đảng Cộng sản Trung Quốc đã chủ trương đẩy mạnh Xô-viết hoá, mô phỏng thể chế chính trị và hệ tư tưởng của Liên Xô. Văn hoá Trung Quốc truyền thống, vốn gắn với mô hình phong kiến lâu đời, bị coi là tàn dư của chế độ cũ, cần phải cải tạo và loại bỏ. Chủ nghĩa Marx–Lenin, một học thuyết du nhập từ châu Âu, đã được dùng để thay thế cho nền tảng văn hoá Nho gia cổ xưa.
Về mặt lí luận, chính quyền Cộng hoà Nhân dân Trung Hoa không xem đó là sự Tây hoá toàn diện (en), mà là một nỗ lực cải tạo Trung Quốc cũ để kiến thiết một Trung Quốc mới. Theo đó, “Trung Quốc hoá” trong bối cảnh hiện đại thường đồng nghĩa với “Tân Trung Quốc hoá”, tức là sự hội nhập các yếu tố của ý thức hệ cộng sản chính thống do Đảng Cộng sản Trung Quốc lãnh đạo, nhằm kiến tạo một bản sắc văn hoá mới theo định hướng nhà nước.
Tại các khu vực như Tân Cương, Tây Tạng, Nội Mông và một số vùng dân tộc thiểu số khác, chính quyền Trung Quốc cũng áp dụng các biện pháp như “tái giáo dục”, hoặc khuyến khích di dân quy mô lớn từ các tỉnh nội địa, nhằm tuyệt diệt văn hoá cư dân bản địa và thúc đẩy quá trình Trung Quốc hoá về ngôn ngữ, văn hoá và nhân khẩu học.
Từ khi Tập Cận Bình lên nắm quyền Tổng Bí thư Đảng Cộng sản Trung Quốc vào năm 2012 tại Đại hội XVIII, ông đã đẩy mạnh chính sách Trung Quốc hoá tôn giáo, đặc biệt là với các tôn giáo có nguồn gốc phương Tây như Tin Lành và Công giáo La Mã, nhằm đạt được mục tiêu là Trung Quốc hoá Cơ Đốc giáo. Tại Hội nghị công tác mặt trận thống nhất trung ương diễn ra từ ngày 18 đến 20 tháng 5 năm 2015 tại Bắc Kinh, ông Tập đã chính thức công bố định hướng Trung Quốc hoá tôn giáo.
Đến năm 2018, khi Luật Quản lí các vấn đề tôn giáo mới do Tập Cận Bình đề xuất có hiệu lực, chính sách Trung Quốc hoá tôn giáo càng được đẩy mạnh và triển khai sâu rộng.

### Hồng Kông và Ma Cao
Năm 1997, Hồng Kông và sau đó là Ma Cao được chính thức chuyển giao cho Cộng hoà Nhân dân Trung Hoa, trở thành các khu hành chính đặc biệt theo mô hình “một quốc gia, hai chế độ”. Dù Bắc Kinh từng cam kết duy trì quyền tự trị và thể chế riêng biệt trong 50 năm, nhưng thực tế, chính phủ Trung Quốc đã thông qua nhiều biện pháp như di dân, cải cách giáo dục và truyền thông để tăng cường ảnh hưởng và đẩy nhanh quá trình Trung Quốc hoá tại hai vùng lãnh thổ này.
Các học giả đại học ở Hồng Kông từng nhận xét rằng, trong thời kì thuộc địa Anh, chính quyền Anh không ép buộc người Hồng Kông phải thần phục hay trung thành tuyệt đối với Nữ hoàng Anh, ngược lại, từ sau năm 1997, chính quyền Trung Quốc lại tích cực tuyên truyền khẩu hiệu “yêu nước yêu Hồng Kông”, và từng bước áp đặt ý thức hệ thống trị của Trung Quốc lên đời sống văn hoá – xã hội. Điều này khiến nhiều người dân Hồng Kông cho rằng họ đang phải chịu một cuộc “tái thực dân hoá” từ Trung Quốc.
Sau khi Luật Bảo vệ An ninh Quốc gia được ban hành tại Hồng Kông, quá trình Trung Quốc hoá càng được đẩy mạnh, thông qua kiểm soát truyền thông, tái cơ cấu hệ thống giáo dục, và thay đổi chính sách nhập cư. Tình hình này đã gây ra sự bất mãn sâu sắc trong lòng dân cư, dẫn đến các mâu thuẫn Trung Quốc đại lục – Hồng Kông, phong trào bản địa Hồng Kông (en) và các cuộc biểu tình phản kháng liên tiếp.

### Tân Cương
Từ năm 1934 đến 1937, khu vực phía nam Tân Cương từng nằm dưới sự kiểm soát của Sư đoàn 36 Hồi giáo (en) thuộc Quân Cách mệnh Quốc dân. Chính quyền này mang tính thực dân, khi áp đặt mô hình quản trị từ bên ngoài: thuê đầu bếp người Hán, xây dựng nhà tắm theo kiểu Trung Hoa, đổi toàn bộ tên đường phố và bảng hiệu vốn chỉ có tiếng Uyghur sang tiếng Hán, và thậm chí thay đổi mẫu hoa văn thảm truyền thống của người Uyghur trong các xưởng thảm quốc doanh thành mẫu của người Hán.
Trong thời kì hiện đại, chính quyền Trung Quốc tiếp tục theo đuổi chính sách Trung Quốc hoá mạnh tay, đặc biệt là dưới thời Tổng Bí thư Tập Cận Bình. Một trong những biểu hiện rõ rệt nhất là việc áp đặt hệ thống giám sát nghiêm ngặt và giam giữ hàng loạt người Uyghur trong các trại cải huấn tại Tân Cương. Từ năm 2015, ước tính có hơn một triệu người Uyghur đã bị đưa vào các trại này, với mục tiêu chính là cưỡng ép tuân thủ ý thức hệ quốc gia.
Nhiều nhà phê bình và tổ chức nhân quyền quốc tế đã lên án cách đối xử này, cho rằng chính sách Trung Quốc hoá ở Tân Cương chính là một dạng tuyệt diệt văn hoá hay tuyệt diệt sắc tộc, nhằm xoá bỏ căn tính sắc tộc Uyghur và hoà tan họ vào khối dân tộc Hán thông qua đồng hoá cưỡng bức. Người xưa có câu: “Thay tên đổi họ là bước đầu thay máu đổi hồn”, và đó dường như là điều đang xảy ra tại vùng đất này.

### Đài Loan
Sau khi Trung Hoa Dân Quốc tiếp nhận Đài Loan từ Đế quốc Nhật Bản vào năm 1945 và chính thức di dời thủ đô về Đài Bắc năm 1949, Tưởng Giới Thạch ôm ấp hoài bão phản công đại lục, giành lại quyền kiểm soát Trung Hoa từ tay Đảng Cộng sản. Để thực hiện ý đồ này, ông tin rằng cần phải tái Trung Quốc hoá người Đài Loan, những người đã trải qua gần 50 năm đồng hoá văn hoá Nhật Bản. Chính sách này bao gồm các hành động cụ thể như: đổi tên đường phố có gốc Nhật thành tên địa danh ở Trung Quốc đại lục, áp dụng phổ cập tiếng Quan thoại trong hệ thống giáo dục, trừng phạt việc sử dụng các ngôn ngữ địa phương như tiếng Hakka hay tiếng Hokkien, và giáo dục lòng trung thành với đạo đức truyền thống Trung Hoa, phát triển chủ nghĩa dân tộc toàn Trung Quốc, khuyến khích người Đài Loan nhìn nhận bản thân trong tư cách là người Trung Quốc. Ngoài ra, mục tiêu còn nhằm xoá bỏ ảnh hưởng sâu đậm của văn hoá Nhật Bản còn sót lại, đồng thời tạo sự hoà hợp giữa cư dân bản địa Đài Loan với làn sóng người nhập cư từ đại lục, vốn theo Quốc dân Đảng sang Đài Loan sau năm 1949. Trong cộng đồng nhập cư này, lòng trung thành thường gắn với quê hương tỉnh lẻ hơn là với quốc gia, và việc thúc đẩy bản sắc Trung Hoa được xem là liều thuốc gắn kết quốc gia.
Tuy nhiên, kể từ thập niên 1980, tại Đài Loan đã xuất hiện phản ứng ngược chiều – được gọi là “phi Trung Quốc hoá” (en) – đặc biệt trong các phong trào độc lập Đài Loan và bản địa hóa văn hoá (en). Người Đài Loan bắt đầu xác lập lại bản sắc riêng, xem mình là một cộng đồng chính trị – văn hoá biệt lập so với Trung Quốc đại lục.

### Tây Tạng
Quá trình Trung Quốc hoá Tây Tạng là việc chính quyền Trung Quốc tìm cách chuyển đổi xã hội Tây Tạng sang chuẩn mực của người Hán, thông qua hàng loạt biện pháp: tuyên truyền chính trị, hiện diện cảnh sát, áp lực đồng hoá văn hoá, đàn áp tôn giáo, di dân từ nội địa, chuyển nhượng đất đai, phát triển kinh tế và cải cách thể chế.
Theo Văn phòng Tây Tạng tại Hoa Kỳ, quá trình đó đã được tiến hành từ năm 1951, sau khi Trung Quốc thiết lập lại quyền kiểm soát vùng đất này. Các nguồn tin dẫn từ Đài Á Châu Tự Do cho biết rằng, trong Tây Tạng ngày nay, các lễ hội truyền thống đã bị biến tướng thành sân khấu tuyên truyền chính trị, nơi mà công chức và người nghỉ hưu bị cấm tham gia sinh hoạt tôn giáo, còn học sinh trong các trường Tây Tạng không được phép đến thăm các tăng viện.
Một xã hội từng được mệnh danh là "vùng đất của Phật pháp và tuyết trắng", nơi tâm linh ngự trị trên đời sống vật chất, nay đang dần bị biến thành “sân sau văn hoá” của nhà nước Trung Quốc. Việc đồng hoá tôn giáo và bản sắc dân tộc không chỉ là sự can thiệp về hình thức, mà còn là sự xâm lăng thầm lặng của linh hồn một dân tộc – điều mà nhiều người ví như “giết người không dao, huỷ văn hoá không tiếng súng”.

## Quá trình Trung Quốc hoá tôn giáo
Vào tháng 4 năm 2016, Tổng Bí thư Đảng Cộng sản Trung Quốc Tập Cận Bình tuyên bố rằng: “Để tích cực dẫn dắt tôn giáo thích ứng với xã hội xã hội chủ nghĩa, một nhiệm vụ trọng yếu là hỗ trợ các tôn giáo Trung Quốc kiên trì đi theo phương hướng Trung Quốc hoá.” Ông tiếp tục tái khẳng định định hướng này tại Đại hội Đảng lần thứ 19, nói rằng: “Chúng ta sẽ triệt để thực hiện chính sách cơ bản của Đảng về công tác tôn giáo, kiên quyết Trung Quốc hoá các tôn giáo tại Trung Quốc, và chủ động định hướng để tôn giáo và chủ nghĩa xã hội cùng tồn tại.”

### Tin Lành

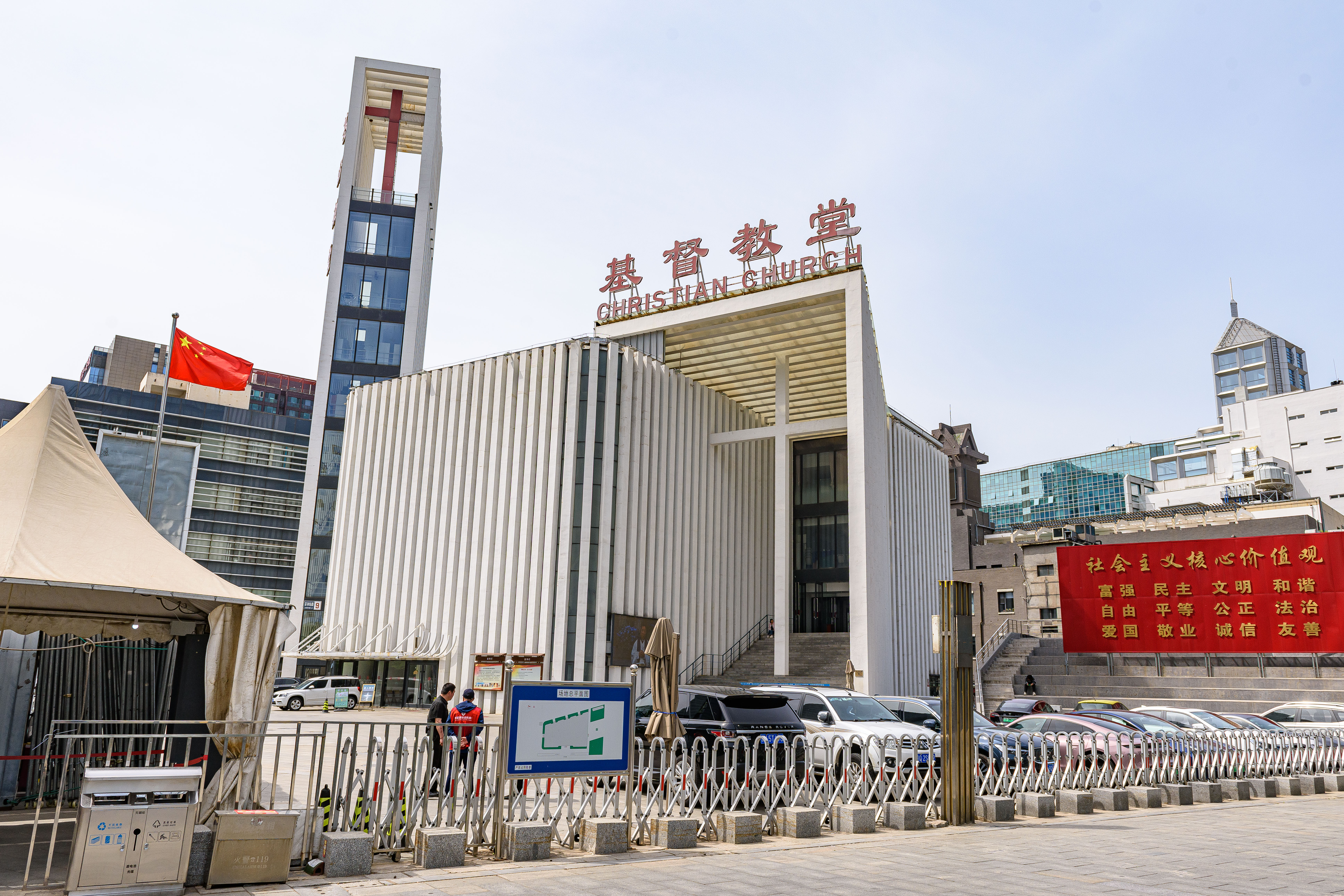
Hội Thánh Tin Lành Hải Điến, bên trong khuôn viên đặt bảng tuyên truyền "Giá trị quan cốt lõi của chủ nghĩa xã hội".

Phong trào Ái quốc Tam Tự – tổ chức Tin Lành chính thức được chính quyền công nhận tại Trung Quốc – từng mô tả các phong trào như Nghĩa Hoà Đoàn và phong trào chống Cơ Đốc giáo giai đoạn 1922–1927 như là những nỗ lực sớm nhằm Trung Quốc hoá Tin Lành.
Vào ngày 4–6 tháng 8 năm 2014, Hội Thánh Tam Tự cùng với Hiệp hội Tin Lành Trung Quốc đã tổ chức một hội nghị tại Thượng Hải để kỉ niệm thành lập Hội Thánh Tam Tự. Trong khuôn khổ hội nghị, chủ đề Trung Quốc hoá Tin Lành được đặc biệt nhấn mạnh. Chủ tịch Hội Thánh Tam Tự lúc đó, Phó Tiên Vĩ, phát biểu rằng: “Các Hội Thánh Tin Lành tại Trung Quốc sẽ tiếp tục khám phá con đường Trung Quốc hoá Tin Lành, bảo đảm rằng đạo Tin Lành có thể bám rễ sâu trong mảnh đất văn hoá, dân tộc và xã hội Trung Quốc… Để thúc đẩy quá trình này, các hội thánh cần sự chỉ đạo và hỗ trợ từ các cơ quan quản lí tôn giáo của nhà nước.”
Năm 2019, chủ tịch đương nhiệm Từ Hiểu Hồng còn mạnh mẽ tuyên bố: “[Chúng ta] phải nhận thức rõ rằng Hội Thánh Tin Lành tại Trung Quốc mang họ Trung Quốc, không mang họ phương Tây”, và “Dù có mất bao nhiêu thời gian và công sức, chúng ta tuyệt đối không dao động trong quyết tâm Trung Quốc hoá Tin Lành và kiên định đi trên con đường thích ứng với xã hội chủ nghĩa.”
Đến tháng 12 năm 2023, Vương Hỗ Ninh, một trong những lãnh đạo hàng đầu của Đảng Cộng sản Trung Quốc, tiếp tục khẳng định rằng các tổ chức Tin Lành phải kiên định đi theo con đường Trung Quốc hoá Tin Lành.

### Công giáo Trung Quốc

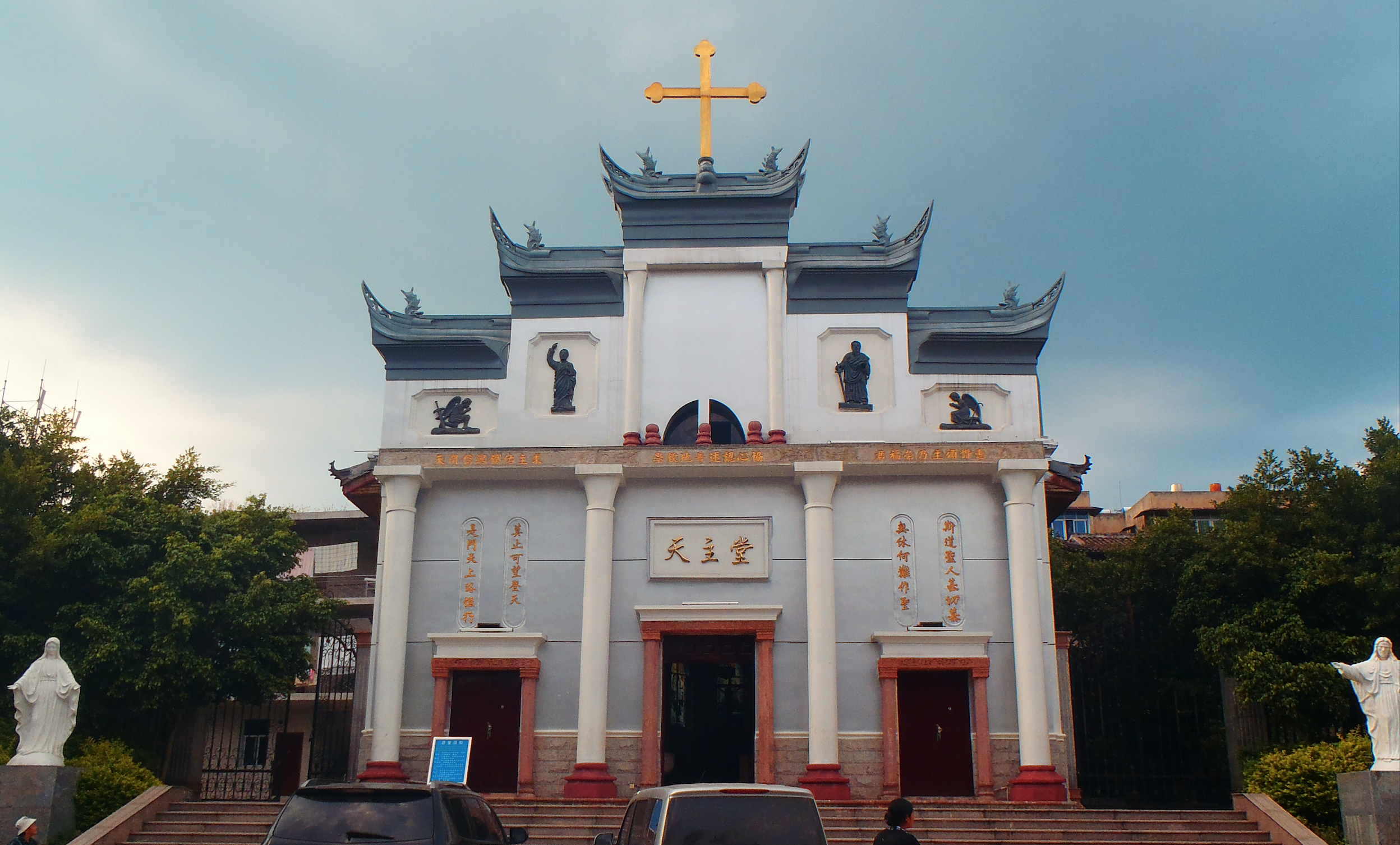
Giáo xứ Thiên thần Tây Xương.

Tại Hội nghị Đại biểu lần thứ IX Công giáo Trung Quốc tổ chức vào tháng 12 năm 2016, hội nghị tái khẳng định vai trò của Hội Yêu nước Công giáo Trung Quốc do Ban Công tác Mặt trận Thống nhất Trung ương Đảng chỉ đạo, trong việc duy trì nguyên tắc độc lập, tự quản và thúc đẩy Trung Quốc hoá Công giáo.
Vào tháng 3 năm 2018, Thư kí phụ trách quan hệ với các quốc gia và tổ chức quốc tế của Toà Thánh, tổng Giám mục Paul Gallagher, nhận định: “Có hai khái niệm nổi bật và nên tương tác với nhau, đó là ‘Trung Quốc hoá Công giáo’ và ‘bản xứ hoá văn hoá’. Tôi tin rằng việc đưa hai khái niệm này vào đối thoại sẽ mở ra một thách thức trí tuệ và mục vụ quan trọng, bởi chúng biểu thị hai tầm nhìn thực sự khác biệt về thế giới.”
Tháng 6 năm 2018, Hội đồng Giám mục Công giáo Trung Quốc và Hội Yêu nước Công giáo Trung Quốc cùng ban hành kế hoạch có tên: “Kế hoạch 5 năm về việc đẩy mạnh Giáo hội Công giáo kiên định hướng đi Trung Quốc hoá”. Tài liệu này kêu gọi giáo dân phải chấp nhận sự lãnh đạo của Đảng Cộng sản Trung Quốc, yêu nước – vâng phục nhà nước, đồng thời hoà nhập văn hoá Trung Hoa vào đức tin Công giáo. Ngay sau đó, các giáo phận tại tỉnh Hà Bắc và khu vực Nghi Tân (Tứ Xuyên) đã triển khai các hội thảo huấn luyện.
Trong một cuộc phỏng vấn năm 2019 với tờ Hoàn cầu Thời báo (thuộc sở hữu nhà nước Trung Quốc), hồng y Pietro Parolin, Quốc vụ khanh Toà Thánh, cho biết rằng: “Trung Quốc hoá, nếu được hiểu đúng, là một hình thức của ‘bản xứ hoá văn hoá’, tức là thích nghi văn hoá bản xứ để loan báo Tin Mừng”. Ông nhắc đến Matteo Ricci – nhà truyền giáo dòng Jesus người Ý thế kỉ XVII – như một tấm gương điển hình, và khẳng định rằng: “Hai khái niệm ‘bản xứ hoá văn hoá’ và ‘Trung Quốc hóa Công giáo’ có thể bổ trợ chứ không đối lập, nếu được hiểu cách phân minh.”

### Hồi giáo

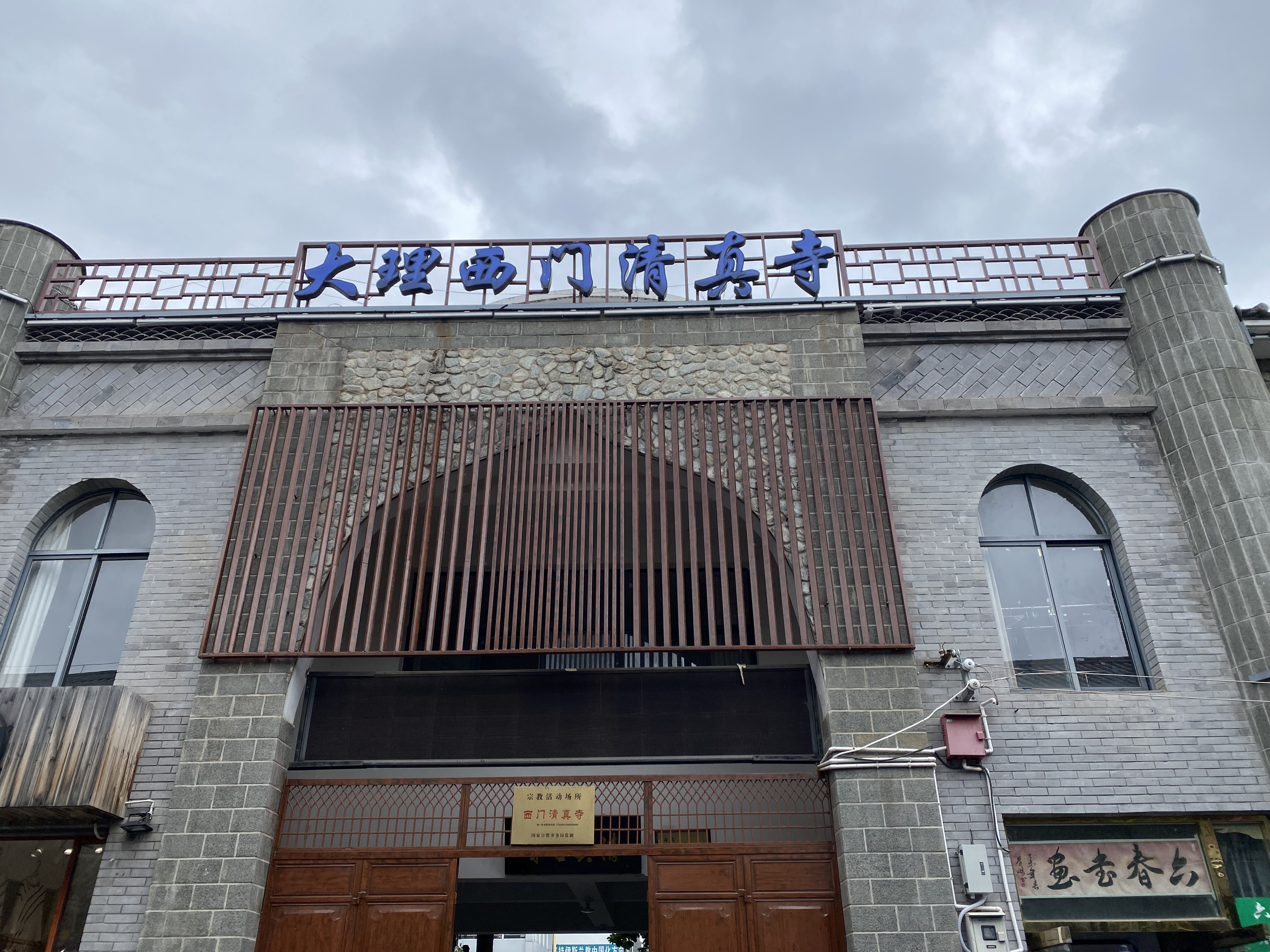
Nhà thờ Hồi giáo bị dỡ bỏ mái vòm do chính sách Hán hoá.

Vào năm 2015, Tập Cận Bình lần đầu đề cập đến vấn đề Trung Quốc hoá Hồi giáo. Đến năm 2018, một chỉ thị bí mật được ban hành, yêu cầu các quan chức địa phương phải: “Ngăn chặn đạo Hồi can thiệp vào đời sống thế tục và chức năng của nhà nước.”
Trong một bài phát biểu năm 2018, Dương Phát Minh – Hội trưởng Hiệp hội Hồi giáo Trung Quốc – nói: “Chúng ta phải để văn hoá Trung Quốc truyền thống thấm đượm Hồi giáo, cùng nhau bảo vệ quê hương tinh thần của nhân dân Trung Hoa.” Ông kêu gọi sự hiện diện của các yếu tố Trung Hoa trong các nghi lễ, kiến trúc và sinh hoạt văn hoá Hồi giáo.
Cũng trong năm 2018, hơn một triệu công chức Trung Quốc được điều động sống chung cưỡng ép trong nhà các gia đình người Uyghur theo đạo Hồi, với mục đích giám sát và đánh giá mức độ “chống đồng hoá”. Những người này được huấn luyện để tự xưng là “người thân” và được truyền thông Trung Quốc mô tả là “chìa khoá tăng cường đoàn kết dân tộc”.
Tính đến năm 2019, ước tính chính quyền đã giam giữ đến 1,5 triệu người trong các trại cải huấn bí mật, trong đó đa số là người Uyghur theo đạo Hồi, nhưng cũng có người Kazakh và các dân tộc thiểu số khác.
Tháng 9 năm 2020, chính sách Trung Quốc hoá bắt đầu nhắm đến cộng đồng Utsul Hồi giáo tại tỉnh Hải Nam, áp dụng nhiều biện pháp giới hạn nghiêm ngặt như hạn chế quy mô các nhà thờ Hồi giáo, bắt buộc có đảng viên trong ban quản lí, cấm sử dụng chữ Ả Rập trên bảng hiệu đồ ăn (ví dụ: từ "halal"), và cấm nữ sinh đội hijab trong trường học và công sở.
Tháng 6 năm 2023, CNN đưa tin rằng nhiều nhà thờ Hồi giáo đã bị cưỡng ép tái thiết, loại bỏ kiến trúc Hồi giáo truyền thống như tháp nhọn và mái vòm, để thay bằng kiểu kiến trúc Trung Hoa. Tháng 7 cùng năm, Học viện Xã hội Chủ nghĩa Trung ương thuộc Ban Công tác Mặt trận Thống nhất đề xuất kế hoạch “hoà trộn đạo Hồi với Nho giáo”, dựa trên các văn bản cổ Kitab chữ Hán – một tập hợp tác phẩm do các học giả Hồi giáo Trung Quốc biên soạn từ thời nhà Minh và Thanh, kết hợp tư tưởng Hồi giáo với triết lí Nho giáo.